# Tribunal de Propiedad Industrial de Chile

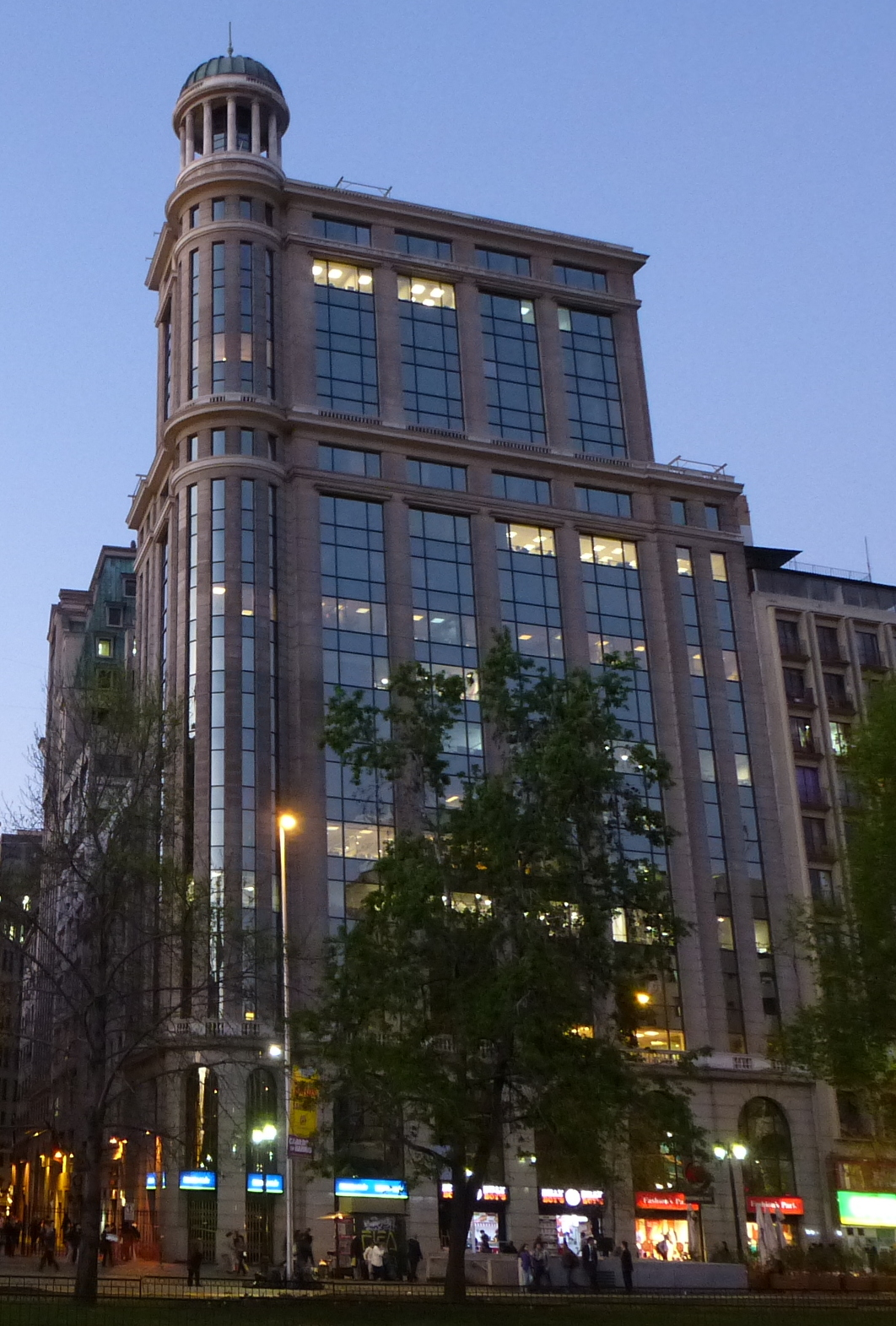
El tribunal funciona en el piso 13 del edificio de calle Nueva York n.º 9, en la comuna de Santiago.

El Tribunal de Propiedad Industrial (TDPI) es un órgano jurisdiccional especial de Chile, con asiento en Santiago, dedicado a resolver controversias relacionadas con la propiedad industrial. No forma parte del Poder Judicial de Chile, aun cuando está bajo la superintendencia directiva, correccional y económica de la Corte Suprema.
Se rige por la Ley 19039 de Propiedad Industrial, y está integrado por seis ministros titulares y cuatro suplentes, nombrados por el presidente de la República, a partir de una terna propuesta por la Corte Suprema. El tribunal funciona ordinariamente en dos salas y extraordinariamente, en tres.

## Integrantes
Los ministros titulares del tribunal son:
- Pamela Fitch Rossel
- Rafael Pastor Besoain
- Víctor Hugo Rojas Aguirre
- Juan Cristóbal Guzmán Lagos (Presidente)

Los ministros suplentes del tribunal son:
- Carmen Gloria Olave Lavín
- Andrés Álvarez Piñones
- Eleazar Bravo Manríquez